# Umbilicus rupestris
(Salisb.) Dandy, 1948, nota comunemente come ombelico di Venere, è una pianta succulenta appartenente alla famiglia delle Crassulacee, originaria del bacino del Mediterraneo.

## Descrizione
Raggiunge un'altezza media di 25 cm.
Il nome scientifico Umbilicus fa riferimento alla forma delle foglie, tondeggiante con una depressione al centro.
Il fiore pallido a forma di campana, verde-rosa nasce a maggio, e il frutto verde matura in estate.

## Distribuzione e habitat
La pianta si trova nel sud e nell'ovest d'Europa, crescendo spesso su pareti in ombra o in fessure umide della roccia.
La pianta non è attualmente in pericolo d'estinzione

## Usi terapeutici
L'ombelico di Venere viene utilizzata nella medicina omeopatica  come Cotyledon umbilicus, dato che era il nome scientifico originario della pianta quando venne sviluppata l'omeopatia.
L'ombelico di Venere si presume essere il "kidneywort " a cui si riferisce Nicholas Culpeper, in English Physician, anche se poteva voler fare riferimento al correlato anemone hepatica. Culpeper usò l'astrologia, piuttosto che la scienza, per classificare le erbe, e come tale non è una fonte affidabile. Egli ha affermato: "il succo deve essere bevuto ed è molto efficace per tutte le infiammazioni, per rinfrescare lo stomaco, il fegato o le viscere: il succo del frutto e delle foglie, applicato esteriormente,  guarisce i brufoli, il fuoco di Sant'Antonio ed altre affezioni della pelle. Inoltre aiuta a guarire i reni doloranti, a causa dei calcoli, ma è anche diuretico e aiuta l'eliminazione della renella. Usato come un bagno, o trasformato in un unguento, calma il dolore e le vene emorroidali. Non è meno efficace nel dare sollievo ai dolori della gotta, della sciatica e aiuta nella cura dei noduli al collo o alla gola, chiamati il male dei re. Guarisce i geloni se massaggiati con il succo o unti con un unguento realizzato con le sue foglie. Può essere utilizzato per la cura delle ferite come emostatico, facendole guarire rapidamente."
La pianta viene talvolta impiegata per alleviare il dolore su graffi della cute applicando la foglia sulla pelle dopo aver rimosso la cuticola superficiale.